# Place du Docteur-Yersin
Pour les articles homonymes, voir Alexandre Yersin et Yersin.
La place du Docteur-Yersin est une voie située dans le quartier de la Gare du 13e arrondissement. 

## Situation et accès
Elle constitue d'un point de vue topographique la porte d'Ivry.
La place du Docteur-Yersin est desservie à proximité par la ligne 7 à la station Porte d'Ivry ainsi que par la ligne 3a du tramway d'Île-de-France.

## Origine du nom
Elle porte le nom du médecin et microbiologiste Alexandre Yersin (1863-1943).

## Historique
Cet espace faisait historiquement partie de la « rue de Paris » de la commue d'Ivry-sur-Seine avant d'être intégré à la ville de Paris en 1929 et de devenir une partie de l'avenue de la Porte-d'Ivry.
En 1956, la voie prend le nom « place du Docteur-Yersin » comme de nombreuses rues de ce secteur consacrées aux scientifiques.

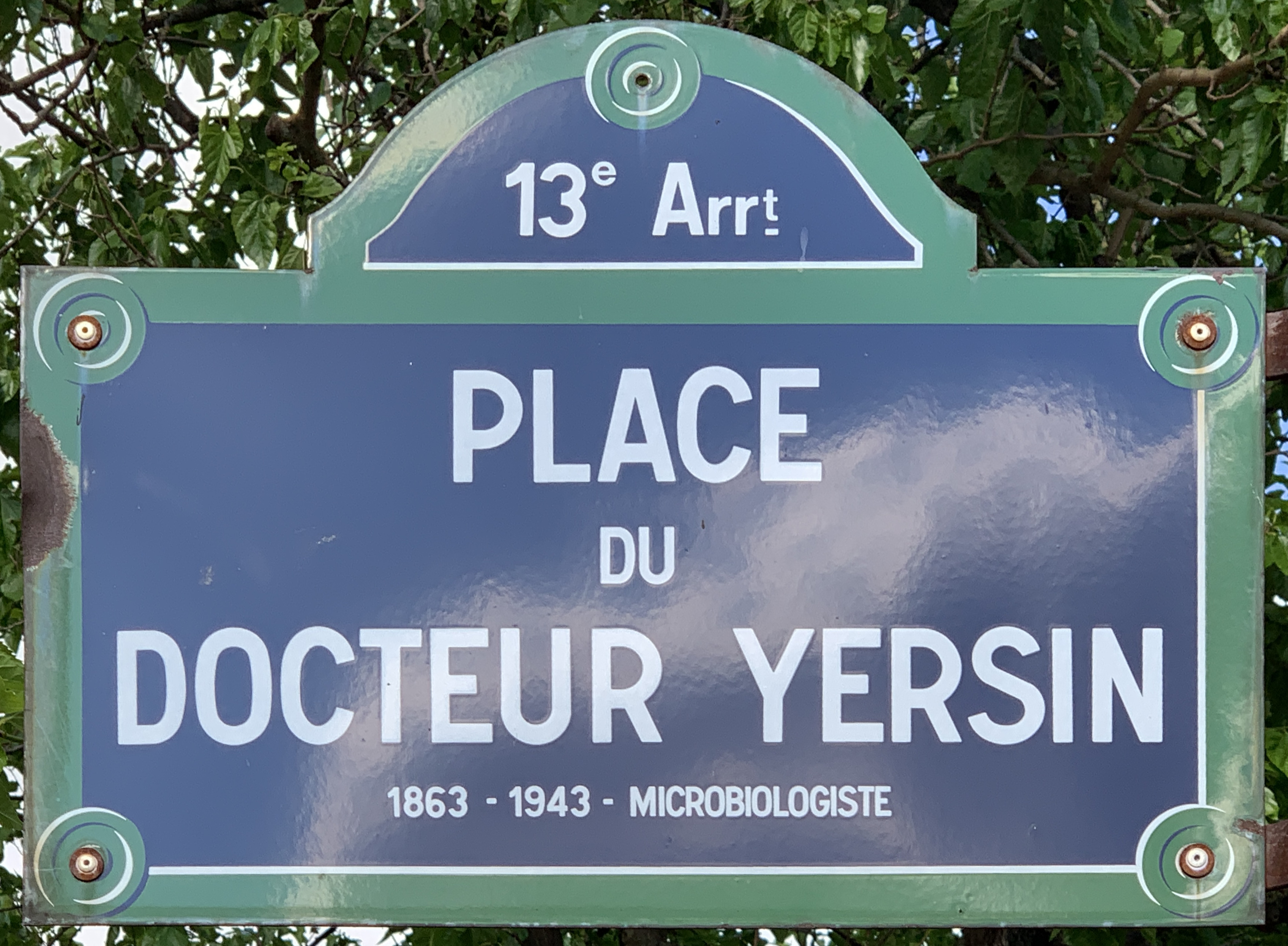
Plaque de rue, place du Docteur-Yersin.
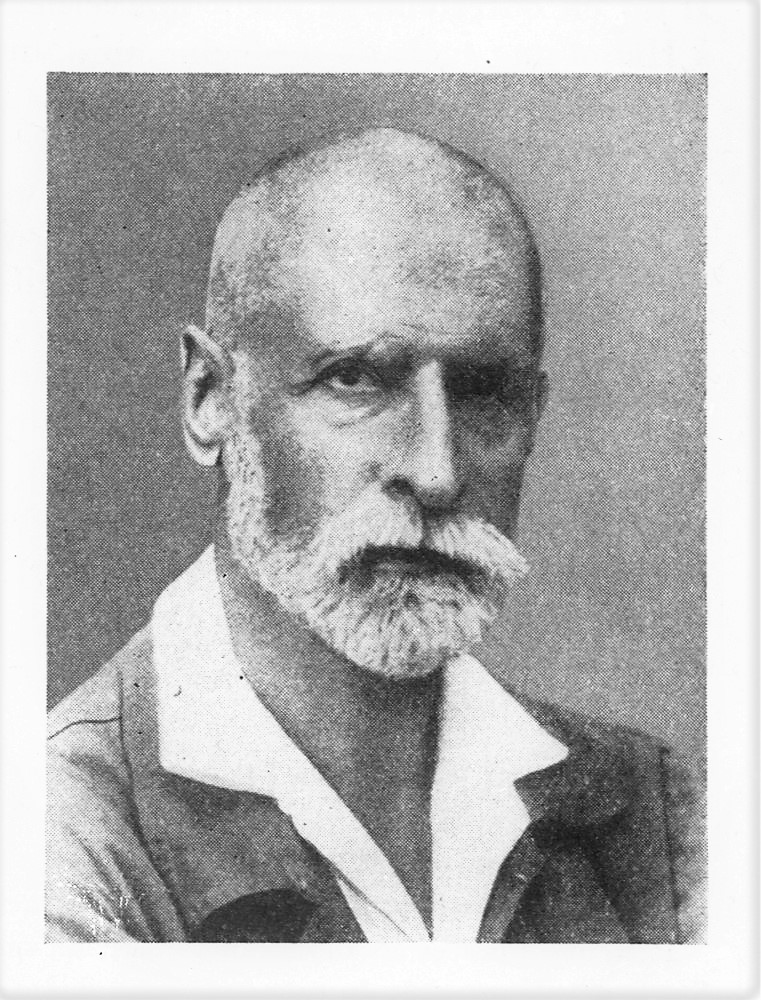
Le docteur Alexandre Yersin.

## Bâtiments remarquables et lieux de mémoire
- Elle donne accès au boulevard périphérique de Paris